# Férfi 4 × 10 km-es sífutóváltó az 1952. évi téli olimpiai játékokon
Az 1952. évi téli olimpiai játékokon a sífutás férfi 4 × 10 km-es váltó versenyszámát február 23-án rendezték a Holmenkollen síközpontban. A számot a finn csapat nyerte. Magyar csapat nem vett részt a versenyen.

## Végeredmény
Az időeredmények másodpercben értendők.
| Helyezés | Csapat                                                                                             | Időeredmény                                   |
| -------- | -------------------------------------------------------------------------------------------------- | --------------------------------------------- |
| Arany    | Finnország (FIN) · Heikki Hasu · Paavo Lonkila · Urpo Korhonen · Tapio Mäkelä                      | 2:20:16 35:01 35:22 35:47 34:06               |
| Ezüst    | Norvégia (NOR) · Magnar Estenstad · Mikal Kirkholt · Martin Stokken · Hallgeir Brenden             | 2:23:13 36:52 36:07 35:37 34:37               |
| Bronz    | Svédország (SWE) · Nils Täpp · Sigurd Andersson · Enar Josefsson · Martin Lundström                | 2:24:13 36:19 36:39 35:43 35:32               |
| 4.       | Franciaország (FRA) · Gérard Perrier · Benoît Carrara · Jean Mermet · René Mandrillon              | 2:31:11 38:53 37:35 38:00 36:43               |
| 5.       | Ausztria (AUT) · Hans Eder · Friedrich Krischan · Karl Rafreider · Josef Schneeberger              | 2:34:36 38:41 39:50 38:16 37:49               |
| 6.       | Olaszország (ITA) · Arrigo Delladio · Nino Anderlini · Federico De Florian · Vincenzo Perruchon    | 2:35:33 38:46 38:08 40:51 37:48               |
| 7.       | Németország (GER) · Hubert Egger · Albert Mohr · Heinz Hauser · Rudi Kopp                          | 2:36:37 38:26 39:56 39:23 38:52               |
| 8.       | Csehszlovákia (TCH) · Vladimír Šimůnek · Štefan Kovalčík · Vlastimil Melich · Jaroslav Cardal      | 2:37:12 38:59 39:50 40:24 37:59               |
| 9.       | Svájc (SUI) · Fritz Kocher · Walter Lötscher · Alfred Kronig · Alfons Supersaxo                    | 2:38:00 40:55 39:21 39:44 38:00               |
| 10.      | Románia (ROU) · Moise Crăciun · Manole Aldescu · Dumitru Frăţilă · Constantin Enache               | 2:38:23 40:07 39:58 40:18 38:00               |
| 11.      | Izland (ISL) · Gunnar Pétursson · Ebenezer Thorarinsson · Jón Kristjánsson · Ívar Stefánsson       | 2:40:09 40:05 40:30 39:39 39:55               |
| 12.      | Egyesült Államok (USA) · George Hovland · John C. Burton · Theodore A. Farwell · Wendell Broomhall | 2:53:28 44:01 43:23 43:06 42:58               |
| –        | Bulgária (BUL) · Ivan Sztajkov · Petar Kovacsev · Vaszil Gruev · Borisz Sztoev                     | nem ért célba 40:27 41:16 41:24 nem ért célba |